# NGC 6759
NGC 6759 is een spiraalvormig sterrenstelsel in het sterrenbeeld Draak. Het hemelobject werd op 16 oktober 1886 ontdekt door de Amerikaanse astronoom Lewis A. Swift.

## Synoniemen
- MCG 8-35-2
- ZWG 256.6
- PGC 62779